# Мыс Айя (заказник)
«Мыс А́йя» (укр. Мис Айя, крымскотат. Ayya burnu, Айя бурну) — ландшафтный заказник республиканского значения, расположенный на юге Балаклавского района Севастополя.

## Состав заказника

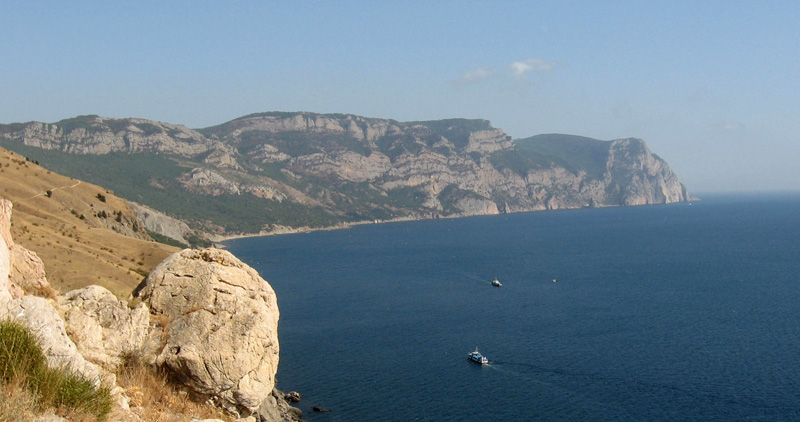
Вид на мыс Айя с горы Крепостной в Балаклаве.

Заказник был создан в 1982 году как ландшафтный заказник республиканского значения с площадью территории 1132 га и прилегающей акваторией. С организацией заказника в его состав вошли ранее созданные объекты природно-заповедного фонда Украины — Памятник природы местного значения «Роща пицундской сосны и можжевельника высокого на мысе Айя» (создан в 1947 году), «Урочище Батилиман» (1964) и заповедное урочище «Роща сосны Станкевича» (1980). Акватория шириной 300 метров вдоль берега (208 га) охраняется с 1972 года как часть Ласпи-Сарычского аквального комплекса («Прибрежный аквальный комплекс возле мыса Айя»).

## Флора и фауна

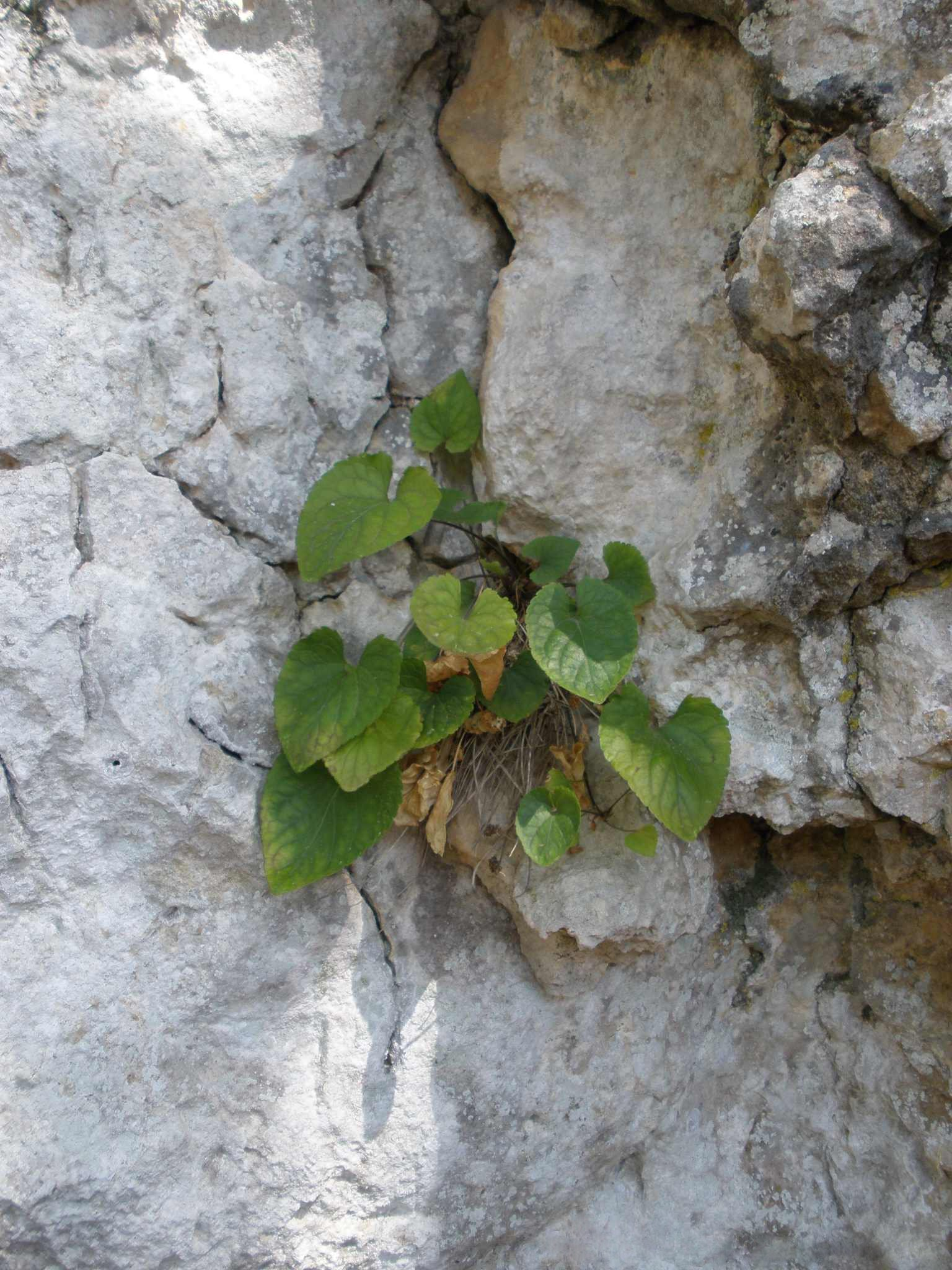

Зелёный мир мыса Айя насчитывает до 500 видов растений, из которых 28 видов занесены в Красную книгу Украины. В прибрежной полосе возле мыса растут реликтовые сосна Станкевича, можжевельник высокий, 16 видов орхидеи, пыльцеголовник, земляничник мелкоплодный, иглица понтийская, ладанник, скумпия кожевенная, крушина, авраамово дерево, фисташка туполистная.
В ландшафтном заказнике водятся крымский благородный олень, горнокрымская лисица, дикий кабан, косуля, заяц-русак, каменная куница, белка, лесная мышь, крымский геккон, ласка, большой подковонос и малый подковонос, леопардовый полоз и четырёхполосый полоз. Здесь гнездятся чёрный дрозд, большая синица, горная овсянка, сойка, в небе можно увидеть сапсанов, орлов. В акватории водятся все три вида черноморских дельфинов: афалина, белобочка, азовка, а также катран, краб, рапан, черноморская мидия, кефаль, черноморская ставрида, морской ёрш, скорпена, морской окунь, морская собачка.